# Suka Rami (Penukal Utara)
Suka Rami is een bestuurslaag in het regentschap Muara Enim van de provincie Zuid-Sumatra, Indonesië. Suka Rami telt 1056 inwoners (volkstelling 2010).